# Prealpi di Nizza
Le Prealpi di Nizza (in francese Préalpes de Nice) sono un gruppo montuoso della catena alpina situato nel dipartimento delle Alpi Marittime, nel Principato di Monaco e in Liguria (provincia di Imperia). Prendono il nome dalla città di Nizza, attorno alla quale si ergono.

## Classificazione
Secondo la Partizione delle Alpi del 1926, le Prealpi di Nizza appartenevano alle Alpi Marittime.
Secondo la Suddivisione Orografica Internazionale Unificata del Sistema Alpino (SOIUSA), le Prealpi di Nizza costituiscono, insieme alle Alpi Marittime, la sezione 2 delle Alpi Occidentali detta Alpi Marittime e Prealpi di Nizza.
Nel dettaglio la classificazione SOIUSA delle Prealpi di Nizza è la seguente:
- Grande parte = Alpi Occidentali
- Grande settore = Alpi Sud-occidentali
- Sezione = Alpi Marittime e Prealpi di Nizza
- Sottosezione = Prealpi di Nizza
- Codice = I/A-2.II

## Collocazione
Sono comprese tra il fiume Varo a ovest, il fiume Roia a est, e le Alpi Marittime a nord.
Ruotando in senso orario i limiti geografici sono: Baisse de la Cabanette, torrente Bevera, fiume Roia, Mar Mediterraneo, fiume Varo, fiume Vesubia, Baisse de la Cabanette.

## Suddivisione
Secondo le definizioni della SOIUSA sono formate da un supergruppo e due gruppi:
- Catena Rocaillon-Grand Braus (A)
  - Catena Rocaillon-Roccassièra-Férion (A.1)
  - Catena Grand Braus-Razet-Grandmont (A.2)

Le due catene sono separate tra loro dal Pas de l'Escous.

## Vette
Le montagne principali sono:
- Cime de Roccasiera - 1.501 m
- Cime de Rocaillon - 1.444 m
- Monte Férion - 1.413 m
- Monte Grammondo - 1.378 m
- Cime de Grand Braus - 1.330 m
- Monte Razet - 1.281 m
- Monte Meras - 1.243 m
- Monte Agel - 1.148 m
- Cima Longoira - 1.131 m
- Monte Pozzo - 569 m

## Galleria d'immagini

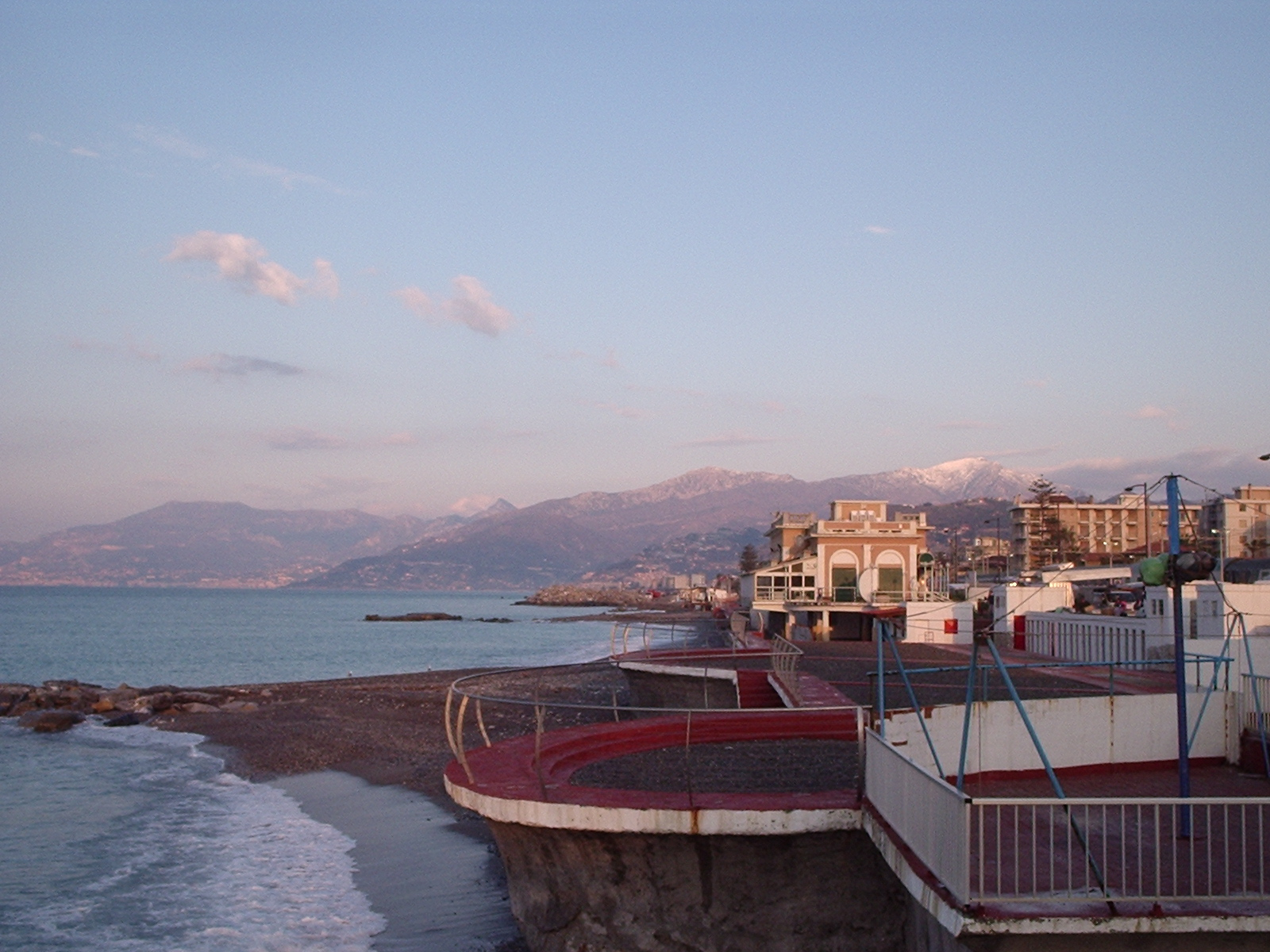
Il monte Grammondo innevato visto da Bordighera
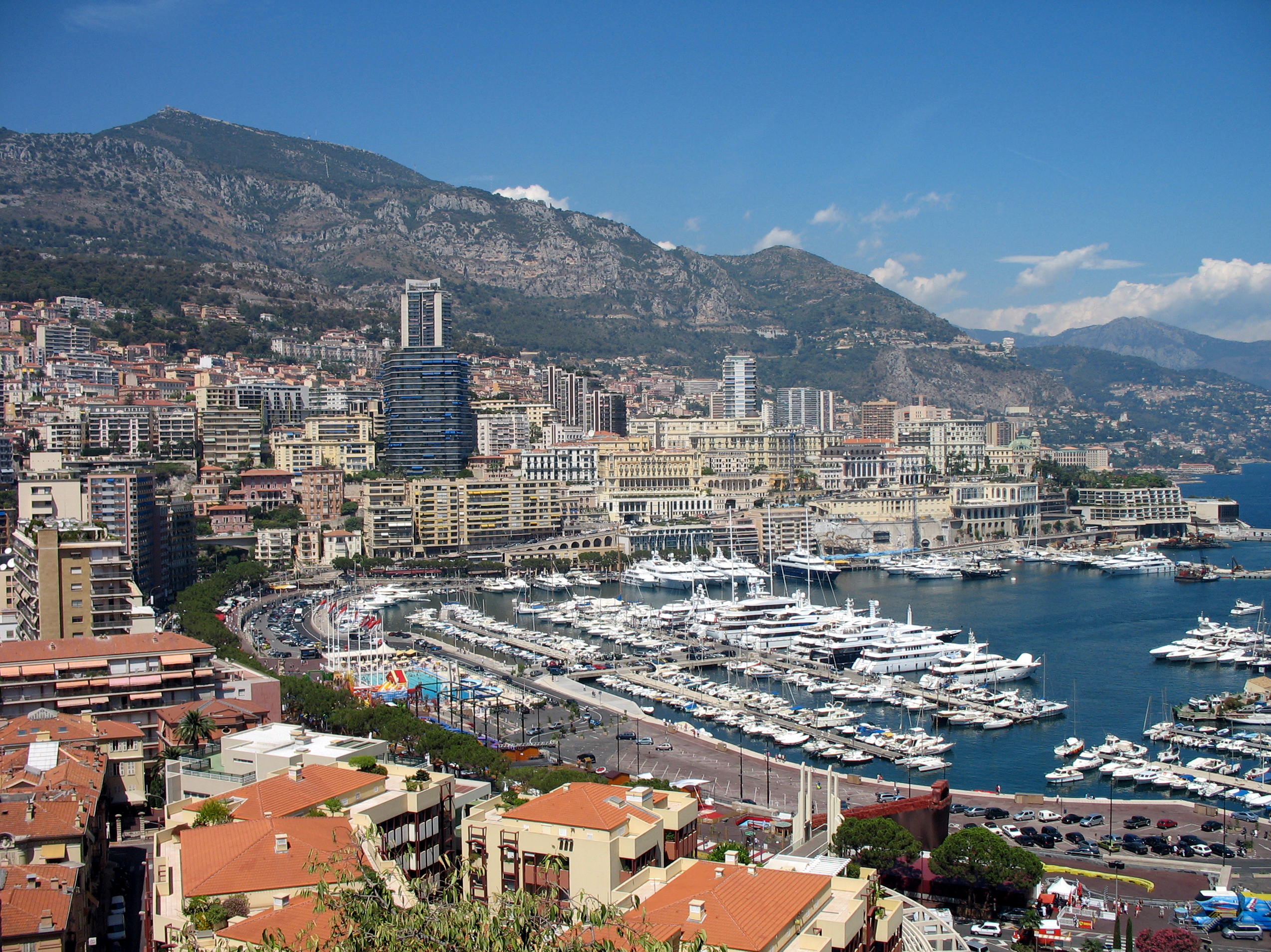
Il monte Agel visto da Monte Carlo
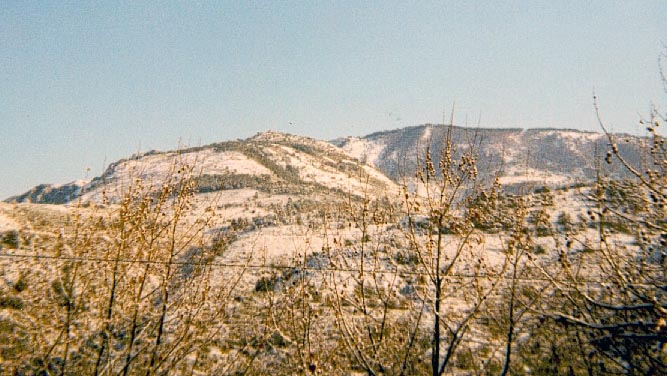
Il monte Férion visto da Tourrette-Levens